# 임수정 (배우)
임수정(1979년 7월 11일 ~ )은 대한민국의 배우이다.

## 경력
1998년 잡지 '쎄씨' 표지모델로 데뷔해 활동하기 시작했으며, 2001년 KBS의 시즌제 교육 드라마 《학교 4》를 통해 연기자로 데뷔하였다. 2003년 감독 김지운의 《장화, 홍련》에서 예민하면서도 서늘한 캐릭터인 소녀 수미를 맡아 2003년 심사위원 만장일치로 신인 여우주연상을 수상했다.
2018년 영화 《당신의 부탁》에서 주연인 엄마 역할을 맡았다. 갑자기 나타난 아들과의 동거를 그린 이 영화는 제24회 브졸 국제아시아영화제 초청 및 넷팩 심사위원상을 수상하였고, 제16회 피렌체 한국영화제와 제6회 헬싱키 시네아시아에 초청되었다.

## 출연 작품

### 영화
| 연도 | 제목                          | 역할            | 비고     |
| ---- | ----------------------------- | --------------- | -------- |
| 2002 | 《피아노 치는 대통령》        | 한영희          |          |
| 2003 | 《장화, 홍련》                | 배수미          |          |
| 2003 | 《…ing》                      | 강민아          |          |
| 2005 | 《새드 무비》                 | 안수정          |          |
| 2006 | 《각설탕》                    | 김시은          |          |
| 2006 | 《싸이보그지만 괜찮아》       | 차영군          |          |
| 2007 | 《행복》                      | 서은희          |          |
| 2009 | 《전우치》                    | 서인경          |          |
| 2009 | 《푸켓》                      |                 | 단편영화 |
| 2010 | 《김종욱 찾기》               | 서지우          |          |
| 2011 | 《사랑한다, 사랑하지 않는다》 | 그녀, 영신      |          |
| 2012 | 《내 아내의 모든 것》         | 연정인          |          |
| 2015 | 《은밀한 유혹》               | 유지연          |          |
| 2016 | 《시간이탈자》                | 서윤정 / 정소은 | 1인 2역  |
| 2017 | 《더 테이블》                 | 혜경            |          |
| 2018 | 《당신의 부탁》               | 효진            |          |
| 2020 | 《고양이 집사》               | 레니            | 목소리   |
| 2023 | 《거미집》                    | 이민자          |          |
| 2023 | 《싱글 인 서울》              | 현진            |          |

### 드라마
| 연도 | 방영    | 제목                        | 역할          | 비고   |
| ---- | ------- | --------------------------- | ------------- | ------ |
| 2001 | KBS2    | 《학교 4》                  | 오혜라        | 48부작 |
| 2002 | KBS2    | 《학교 4》                  | 오혜라        | 48부작 |
| 2004 | KBS2    | 《미안하다, 사랑한다》      | 송은채        | 16부작 |
| 2017 | tvN     | 《시카고 타자기》           | 전설 / 류수현 | 16부작 |
| 2019 | tvN     | 《검색어를 입력하세요 WWW》 | 배타미        | 16부작 |
| 2021 | tvN     | 《멜랑꼴리아》              | 지윤수        |        |
| 2025 | 디즈니+ | 《파인: 촌뜨기들》          | 양정숙        | 11부작 |

### 예능
| 연도 | 방송사 | 제목                   | 비고 |
| ---- | ------ | ---------------------- | ---- |
| 2023 | tvN    | 《유 퀴즈 온 더 블럭》 |      |

### TV
| 연도 | 방송사   | 제목                                               | 비고       |
| ---- | -------- | -------------------------------------------------- | ---------- |
| 2014 | STORY ON | 《아트 스타 코리아》                               |            |
| 2015 | JTBC     | 《김제동의 톡투유 - 걱정 말아요! 그대》            |            |
| 2016 | EBS      | 《세상에 나쁜 개는 없다: 늙은 개, 널 기억할게 편》 | 내레이션   |
| 2016 | JTBC     | 《JTBC 뉴스룸》                                    | 문화초대석 |
| 2017 | JTBC     | 《차이나는 클라스》                                |            |

### 라디오
| 연도      | 방송사     | 제목                           | 날짜             | 비고    |
| --------- | ---------- | ------------------------------ | ---------------- | ------- |
| 2010      | MBC FM4U   | 《배철수의 음악캠프》          | 12월 17일        |         |
| 2012      | MBC FM4U   | 《FM 음악도시 성시경입니다》   | 5월 17일         |         |
| 2012      | MBC FM4U   | 《FM 음악도시 성시경입니다》   | 10월 24일 ~ 30일 | 특별 DJ |
| 2012      | MBC 표준FM | 《손석희의 시선집중》          | 12월 22일        |         |
| 2015      | SBS 파워FM | 《두시탈출 컬투쇼》            | 5월 30일         |         |
| 2016      | MBC FM4U   | 《두시의 데이트 박경림입니다》 | 4월 11일         |         |
| 2016~현재 | 팟캐스트   | 《김혜리의 필름클럽》          | 12월 20일 ~ 현재 |         |
| 2018      | SBS 파워FM | 《박선영의 씨네타운》          | 4월 12일         |         |
| 2018      | MBC FM4U   | 《푸른밤 이동진입니다》        | 4월 21일         |         |

### 뮤직 비디오
| 연도 | 곡명      | 가수명 | 비고 |
| ---- | --------- | ------ | ---- |
| 1999 | 깊은 슬픔 | Y2K    |      |
| 2000 | 가라      | 유미   |      |
| 2001 | 미안해    | 김장훈 |      |
| 2012 | 백야      | 넬     |      |

## 광고
| 연도        | 기업명            | 브랜드명     | 종류       | 공동 출연              |
| ----------- | ----------------- | ------------ | ---------- | ---------------------- |
| 2002        | 리얼컴퍼니        | 라디오가든   | 의류       | 송승헌                 |
| 2003        | 매일유업          | 카페라떼     | 커피       | 주진모                 |
| 2003        | 한국 존슨 앤 존슨 | 클린앤클리어 | 화장품     |                        |
| 2004        | 야후! 코리아      | 야후! 거기   |            |                        |
| 2004        | 오리온            | 고소미       | 식품       | 강혜정                 |
| 2004 ~ 2005 | 연승어패럴        | 클라이드     | 의류       | 김래원                 |
| 2004 ~ 2009 | 삼성전자          | 센스         | 노트북     |                        |
| 2005        | 동아제약          | 박카스D      | 음료       | 최민식                 |
| 2006        | 이랜드            | 로엠         | 여성 의류  |                        |
| 2006        | 빙그레            | 끌레도르     | 아이스크림 | 윤지후                 |
| 2007        | LG생활건강        | 비욘드       | 화장품     |                        |
| 2007        | 현대자동차        | i30          | 자동차     |                        |
| 2007        | 빙그레            | 오색오감     | 음료       |                        |
| 2008 ~ 2014 | 한국P&G           | SK-II        | 화장품     | 김희애, 탕웨이         |
| 2010 ~ 2011 | 동서식품          | 맥심         | 커피       | 정우성                 |
| 2015 ~ 2017 | 카버코리아        | A.H.C        | 화장품     | 이보영, 김혜수, 강소라 |
| 2017        | 코오롱FnC         | 쿠론         | 잡화       |                        |
| 2017        | 피아제            | 포제션       | 주얼리     |                        |

## 경력
| 연도 | 활동 내용                                                              | 비고   |
| ---- | ---------------------------------------------------------------------- | ------ |
| 2005 | 제30회 아시아경마회의(ARC) 홍보대사                                    | [ 6 ]  |
| 2007 | 제6회 미쟝센 단편 영화제 공포,판타지부문 명예심사위원                  | [ 7 ]  |
| 2012 | 광주 비엔날레 명예홍보대사                                             | [ 8 ]  |
| 2012 | 제6회 대단한 단편영화제 심사위원                                       | [ 9 ]  |
| 2012 | 서울아트시네마 개관 10주년 기념 시네마테크 특집 화보                   | [ 10 ] |
| 2013 | 영화 《터치 오브 라이트》 배리어프리버전 내레이션                      | [ 11 ] |
| 2014 | 《아트 스타 코리아》 특별심사위원                                      | [ 12 ] |
| 2014 | 제10회 제천국제음악영화제 심사위원                                     | [ 13 ] |
| 2015 | 제56회 베니스 비엔날레 국제미술전 한국관 전시작 '축지법과 비행술' 참여 | [ 14 ] |
| 2015 | 제14회 미쟝센 단편 영화제 멜로드라마부문 명예심사위원                  | [ 15 ] |
| 2017 | 2017-2018 한영 상호교류의 해 문화대사                                  | [ 16 ] |
| 2018 | 장승업 취화선 특별전 오디오 가이드                                     |        |
| 2018 | 영화 《타샤 튜더》 예고편 내레이션                                     | [ 17 ] |

## 수상 및 후보
| 연도 | 시상식                               | 부문                          | 작품                      | 결과 |
| ---- | ------------------------------------ | ----------------------------- | ------------------------- | ---- |
| 2003 | 제4회 부산영화평론가협회상           | 신인여우상                    | 장화, 홍련                | 수상 |
| 2003 | 제23회 한국영화평론가협회상          | 신인여우상                    | 장화, 홍련                | 수상 |
| 2003 | 제2회 대한민국 영화대상              | 신인여우상                    | 장화, 홍련                | 수상 |
| 2003 | 제24회 청룡영화상                    | 신인여우상                    | 장화, 홍련                | 수상 |
| 2003 | 제6회 디렉터스 컷 시상식             | 올해의 여자 신인연기자상      | 장화, 홍련                | 수상 |
| 2003 | 제4회 올해의 여성영화인상            | 연기상                        | 장화, 홍련                | 후보 |
| 2003 | 씨네21 영화상                        | 올해의 여자신인배우           | 장화, 홍련                | 수상 |
| 2004 | 제24회 판타스포르토 영화제           | 판타지 시네마 부문 여우주연상 | 장화, 홍련                | 수상 |
| 2004 | 제41회 대종상                        | 신인여우상                    | 장화, 홍련                | 후보 |
| 2004 | KBS 연기대상                         | 여자 신인연기상               | 미안하다 사랑한다         | 수상 |
| 2004 | KBS 연기대상                         | 여자 인기상                   | 미안하다 사랑한다         | 수상 |
| 2004 | KBS 연기대상                         | 네티즌상                      | 미안하다 사랑한다         | 수상 |
| 2004 | KBS 연기대상                         | 베스트커플상                  | 미안하다 사랑한다         | 수상 |
| 2005 | 제41회 백상예술대상                  | TV부문 여자 신인연기상        | 미안하다 사랑한다         | 후보 |
| 2006 | 제2회 프리미어 라이징 스타 어워즈    | 여우주연상                    | 각설탕                    | 수상 |
| 2006 | 제27회 청룡영화상                    | 여우주연상                    | 각설탕                    | 후보 |
| 2007 | 제1회 아시안 필름 어워드             | 여우주연상                    | 싸이보그지만 괜찮아       | 후보 |
| 2007 | 제43회 백상예술대상                  | 영화부문 여자 최우수연기상    | 싸이보그지만 괜찮아       | 후보 |
| 2007 | 제12회 부산국제영화제 아시안필름마켓 | 커튼 콜 배우 기념패           | 빈칸                      | 수상 |
| 2007 | 제28회 청룡영화상                    | 여우주연상                    | 행복                      | 후보 |
| 2008 | 제44회 백상예술대상                  | 영화부문 여자 최우수연기상    | 행복                      | 후보 |
| 2008 | 제45회 대종상                        | 여우주연상                    | 행복                      | 후보 |
| 2008 | 제16회 이천 춘사 대상영화제          | 여우주연상                    | 행복                      | 후보 |
| 2008 | 제17회 부일영화상                    | 여우주연상                    | 행복                      | 후보 |
| 2010 | 제46회 백상예술대상                  | 씨네마 엔젤상 감사패          | 빈칸                      | 수상 |
| 2010 | 제13회 디렉터스 컷 시상식            | 영화부문 여자 인기상          | 전우치                    | 수상 |
| 2011 | 제61회 베를린 국제 영화제            | 여우주연상                    | 사랑한다, 사랑하지 않는다 | 후보 |
| 2011 | 제47회 백상예술대상                  | 영화부문 여자 인기상          | 김종욱 찾기               | 후보 |
| 2012 | 제7회 Mnet 20's Choice               | 20's 무비스타 여자부문        | 내 아내의 모든 것         | 후보 |
| 2012 | 제21회 부일영화상                    | 여우주연상                    | 내 아내의 모든 것         | 후보 |
| 2012 | 제5회 스타일 아이콘 어워즈           | 본상                          | 내 아내의 모든 것         | 수상 |
| 2012 | 제49회 대종상                        | 여우주연상                    | 내 아내의 모든 것         | 후보 |
| 2012 | 제33회 청룡영화상                    | 여우주연상                    | 내 아내의 모든 것         | 수상 |
| 2012 | 제13회 올해의 여성영화인상           | 연기상                        | 내 아내의 모든 것         | 수상 |
| 2013 | 제49회 백상예술대상                  | 영화부문 여자 최우수연기상    | 내 아내의 모든 것         | 후보 |
| 2019 | 제12회 코리아 드라마 어워즈          | 여자 최우수연기상             | 검색어를 입력하세요 WWW   | 후보 |